# Omicron rusticum
Omicron rusticum är en stekelart som beskrevs av Giordani Soika 1978. Omicron rusticum ingår i släktet Omicron och familjen Eumenidae. Inga underarter finns listade i Catalogue of Life.